# Special Broadcasting Service
Special Broadcasting Service, SBS, är ett australiensiskt mediebolag.